# Hubert Lütcke

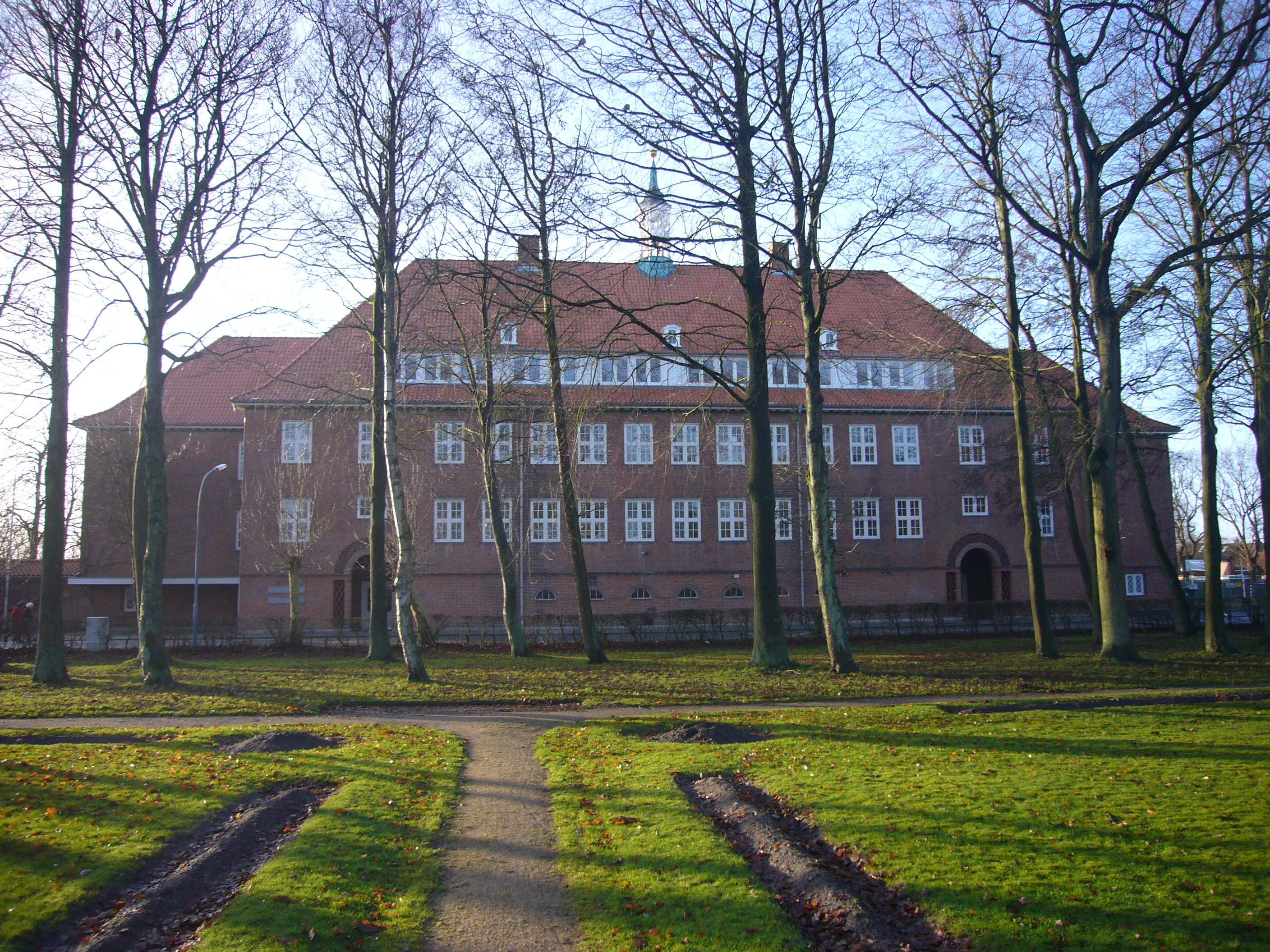
Friedrich-Paulsen-Schule in Niebüll

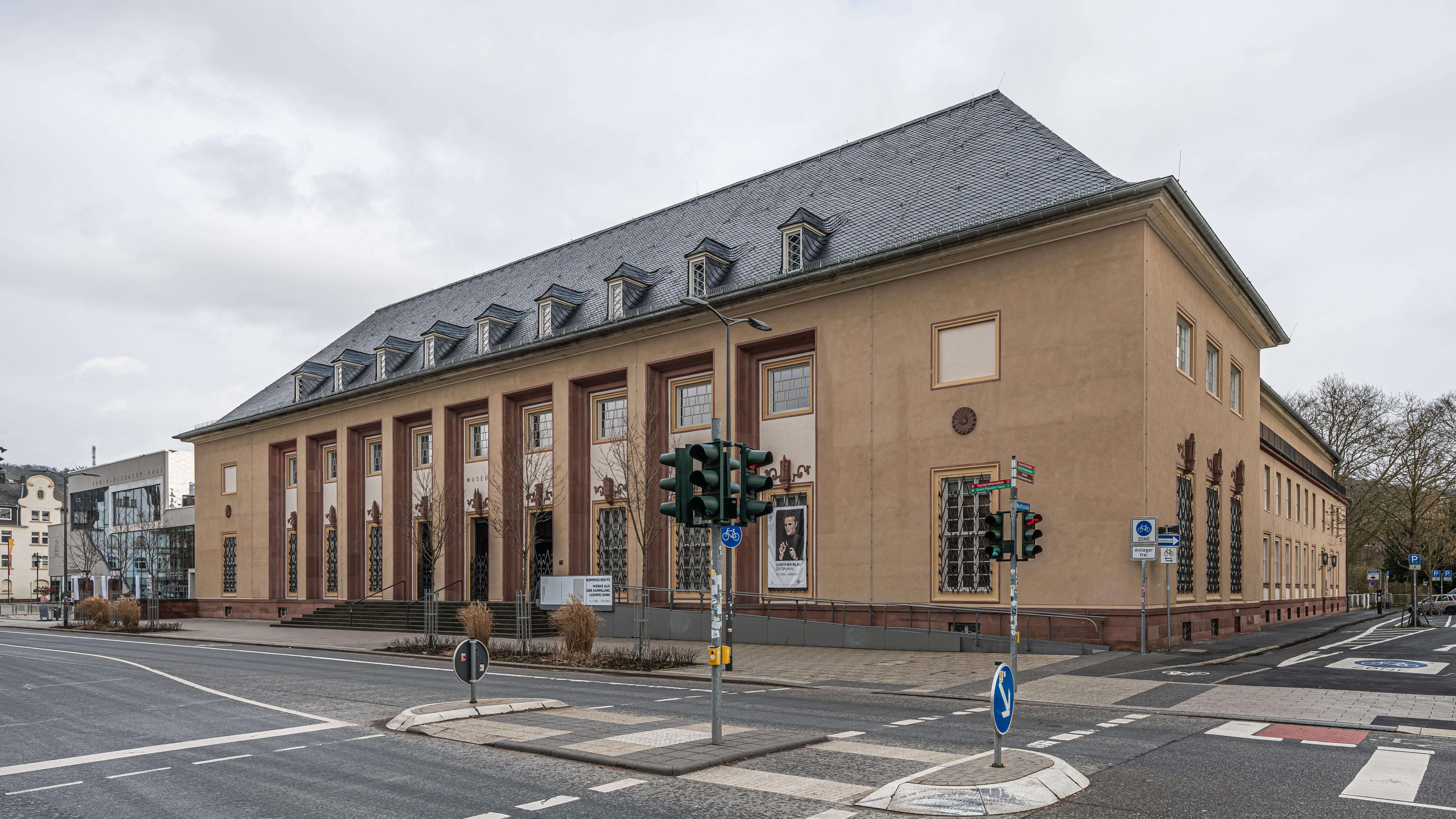
Kunstgebäude der Philipps-Universität Marburg

Hubert Rudolf Lütcke (* 8. Oktober 1887 in Kirchhain; † 27. Juni 1963 in Amöneburg) war ein deutscher Architekt und preußischer Baubeamter. Als Regierungsbaurat wirkte er unter anderem in Berlin, Niebüll und Marburg. In Marburg prägte er den sogenannten „Marburger Zackenstil“.

## Leben und Wirken
Hubert Lütcke war einer von drei Söhnen aus der Ehe des Geheimen Baurats Karl Albrecht Lütcke und dessen Ehefrau Luise Lütcke geb. Stark. Er studierte Architektur an der Technischen Hochschule (Berlin-)Charlottenburg. Er war nach Referendariat und bestandenem zweiten Staatsexamen zunächst als Regierungsbaumeister (Assessor in der öffentlichen Bauverwaltung) in Niebüll tätig, wo er unter anderem die Friedrich-Paulsen-Schule plante.
Von 1925 bis 1933 war er als preußischer Regierungsbaurat und Leiter des Universitätsbauamts Marburg tätig. Zu Lütckes bekanntesten Bauwerken zählen das Kunstgebäude der Philipps-Universität Marburg (1925–1927) und die umfangreiche Sanierung des Innenraums der Marburger Elisabethkirche sowie die Marburger Universitäts-Frauenklinik (Neue Frauenklinik, Pilgrimstein 3).
1934 wurde Lütcke an die Hochbauabteilung des preußischen Finanzministeriums in Berlin berufen und war dort bis 1943 tätig. Hier wirkte er an Um- und Anbaumaßnahmen des Gebäudes der preußischen Staatsbank (bis 1918 Seehandlungsgesellschaft) mit.
Bis 1950 war Lütcke Vorsteher des Staatshochbauamts Schleswig. Von 1950 bis 1952 baute er seinen Alterssitz im mittelhessischen Amöneburg bei Marburg. An diesem Gebäude zeigt sich wieder der „Marburger Zackenstil“, der schon beim Kunstgebäude in Marburg Expressionismus und Art déco bis ins Detail vereinte. Das „Lütcke-Haus“ wurde 2015 mit dem Hessischen Denkmalschutzpreis ausgezeichnet. Im Jahr 2020 wurde das Kunstgebäude der Philipps-Universität Marburg nach einer Sanierung ebenfalls mit dem Hessischen Denkmalschutzpreis ausgezeichnet.
Hubert Lütcke war bis 1920 mit Margareta geb. Klarhorst (1891–1920) und von 1926 bis zu seinem Tod mit Helene geb. Beust (1897–1971) verheiratet. Aus der zweiten Ehe stammte eine Tochter.

## Beispiele des Marburger Zackenstils
Lütcke prägte am Kunstgebäude der Philipps-Universität Marburg seinen lokal berühmten „Marburger Zackenstil“, der sowohl außen als auch innen selbst in kleineren Details zu finden ist.

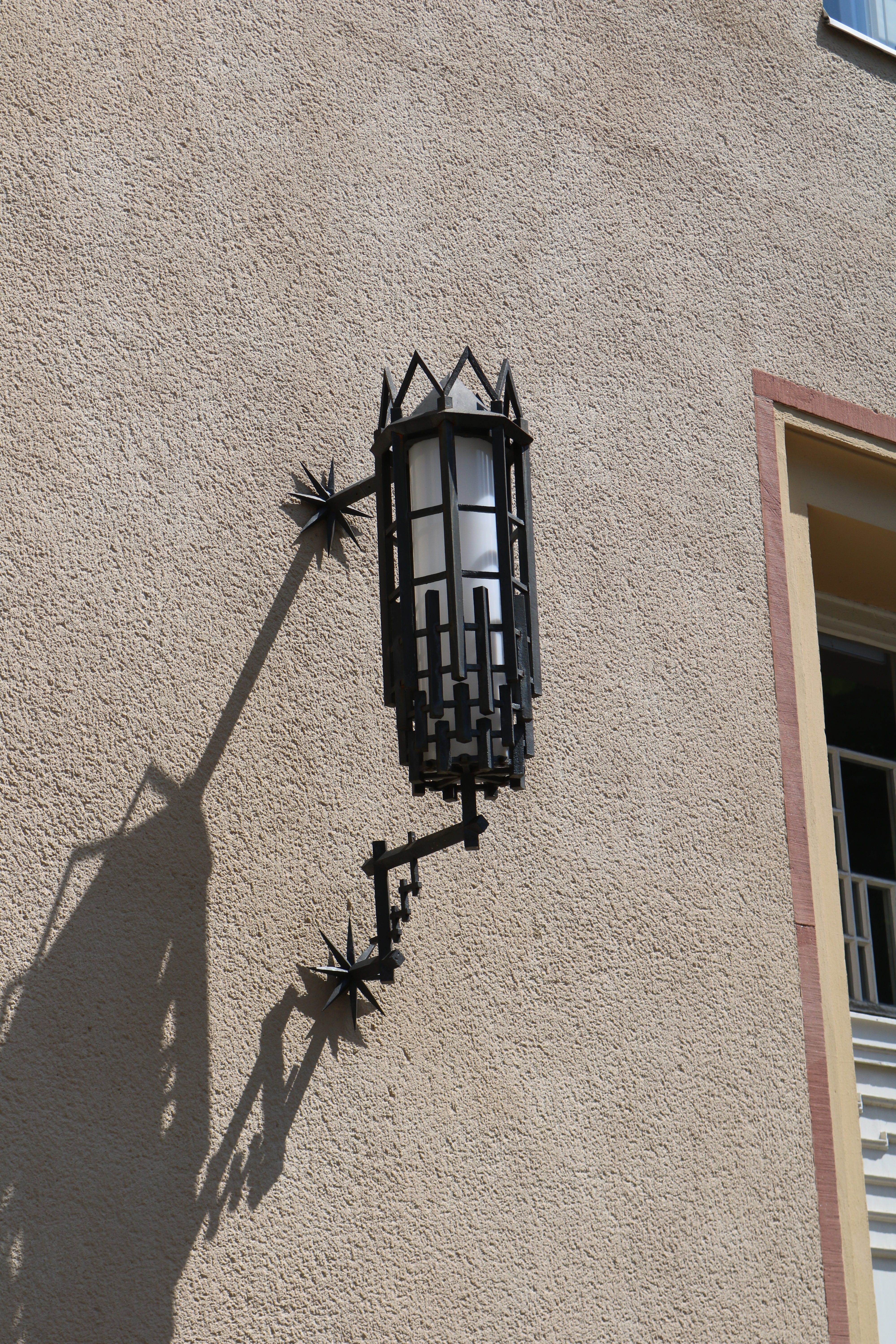
Gusseiserne Laterne an der Südseite
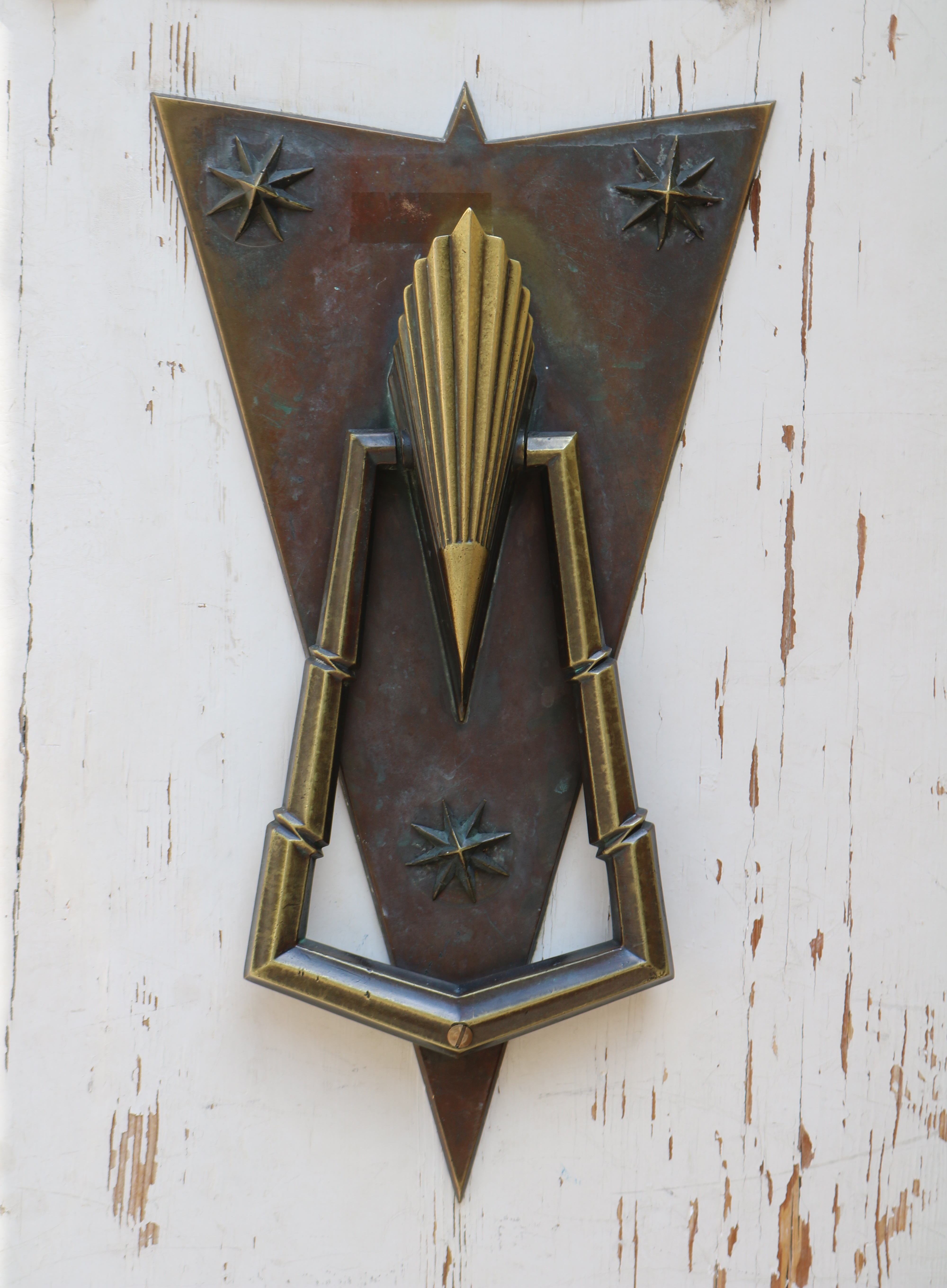
Gezackter Türklopfer(Seiteneingang)
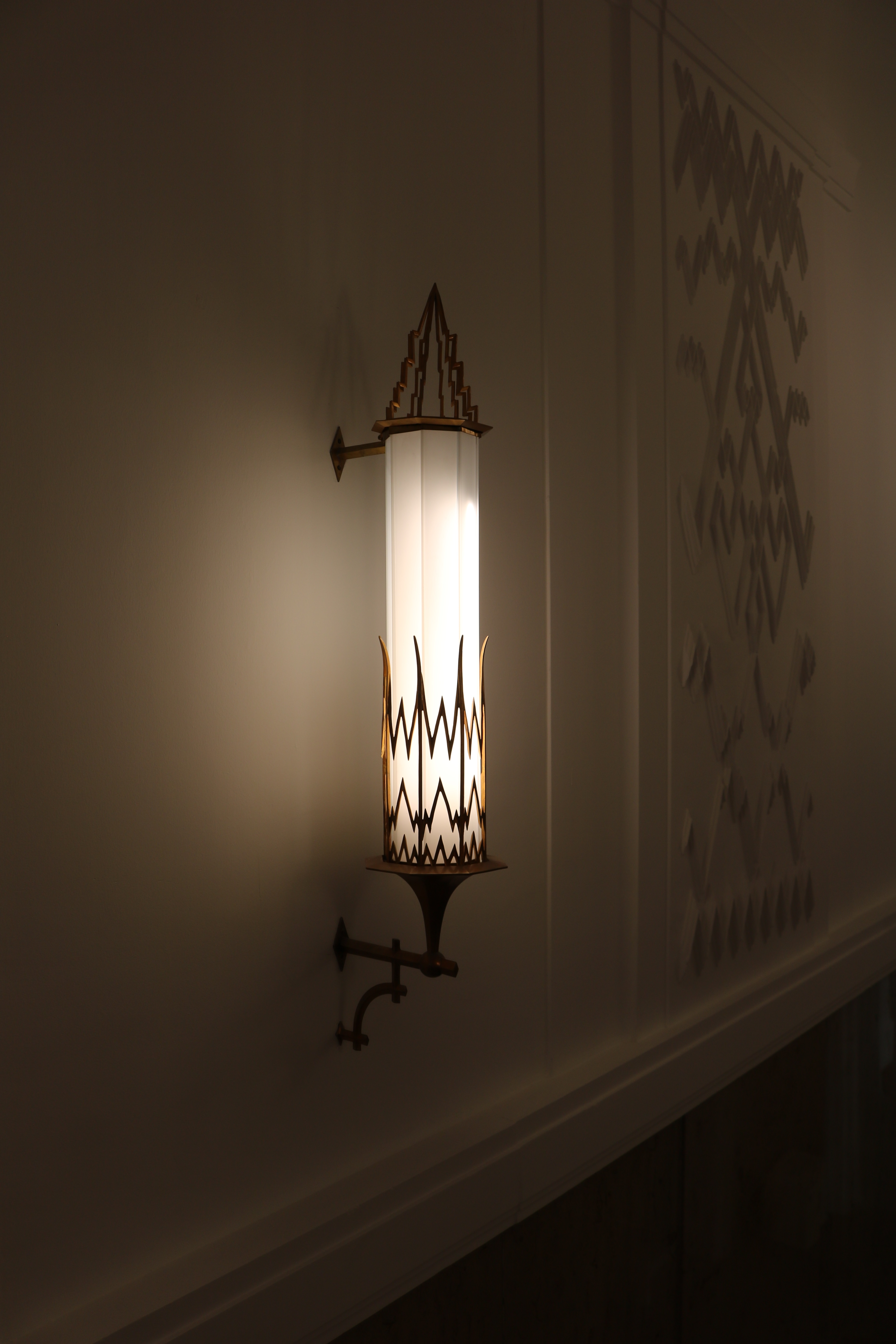
Lampe im Treppenaufgang
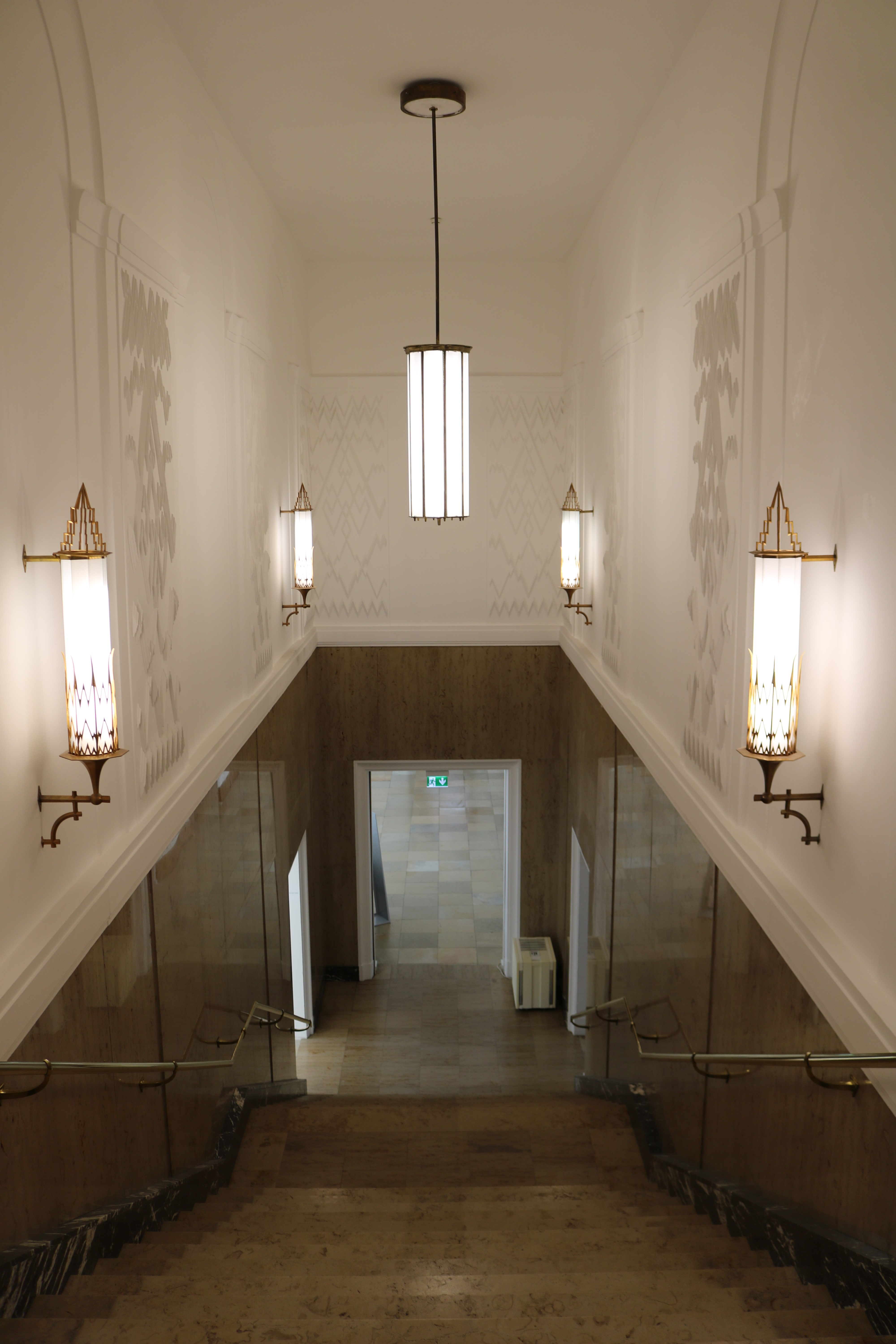
Treppenhaus im Museumsflügel. Gezackte, erhabene Ornamente finden sich an den Wänden.
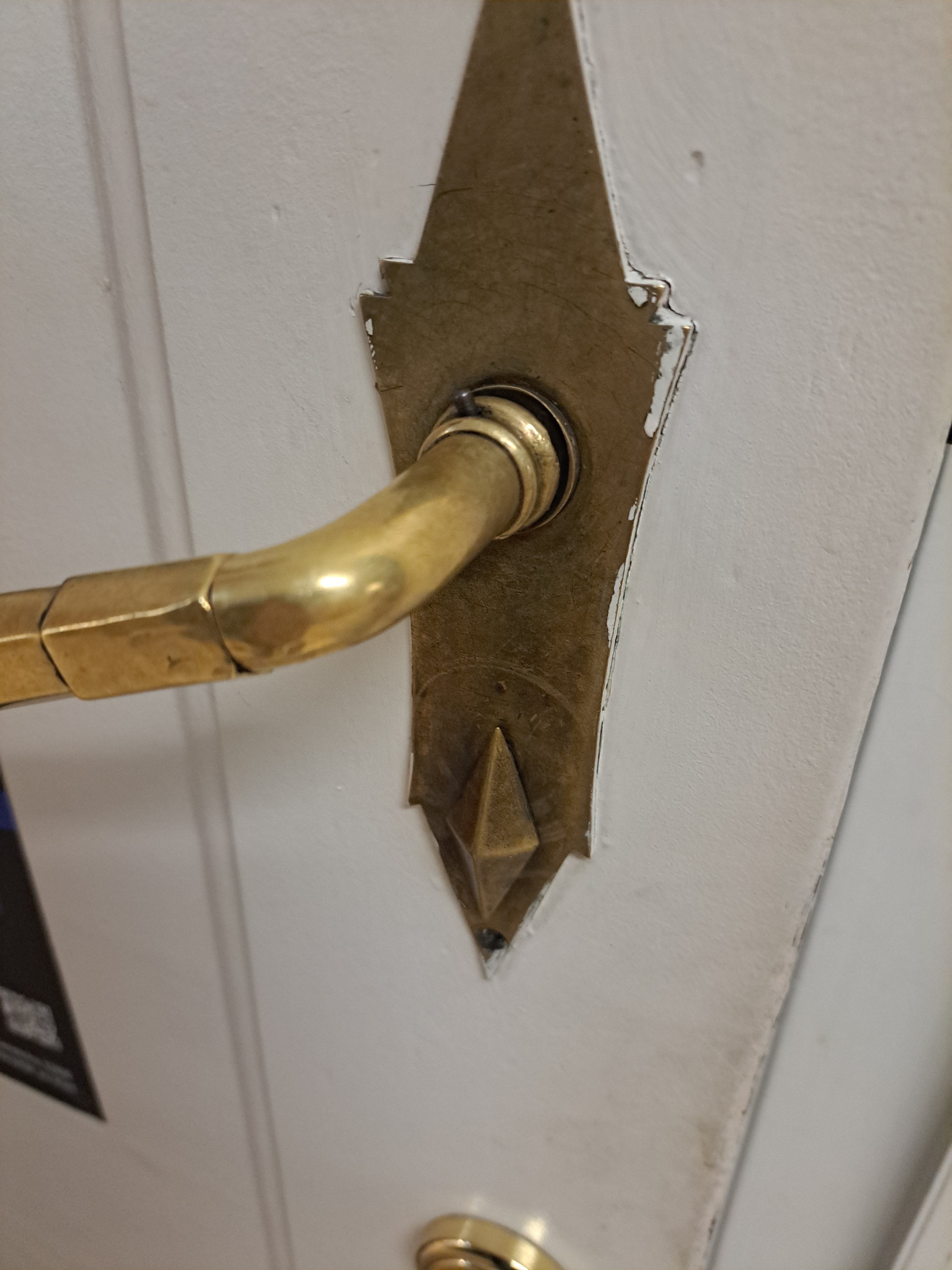
Türbeschlag